# Bergasa
Bergasa is een gemeente in de Spaanse provincie en regio La Rioja met een oppervlakte van 27,09 km². Bergasa telt 149 inwoners (1 januari 2016).

## Demografische ontwikkeling
Bron: INE, 1857-2011: volkstellingen
Opm.: In 1940 werd de gemeente Carbonera aangehecht